# مینوسایکلین
مینوسایکلین نام غیراختصاصی بین‌المللی آنتی‌بیوتیک وسیع الطیفی از خانوادهٔ تتراسایکلین‌ها است. مینوسایکلین نسبت به سایر آنتی‌بیوتیک‌های هم خانواده اش طیف گسترده‌تری دارد. این آنتی‌بیوتیک طبیعی نیست، بلکه نیمه مصنوعی است و در سال ۱۹۶۶ میلادی در آزمایشگاهی در آمریکا از تتراسایکلین‌ها طبیعی ساخته شد.

## کاربرد پزشکی
مینوسایکلین در درمان بیماری‌های زیر کاربرد دارد:
- روماتیسم مفصلی
- سیاه‌زخم
- طاعون خیارکی
- وبا
- سوزاک
- هیدرآدنیت چرکی
- اچ‌آی‌وی
- بیماری پریودنتال
- سینه‌پهلو
- آکنه روزاسه
- سیفلیس
- عفونت ادراری